# Stiena Ruypers-Erens

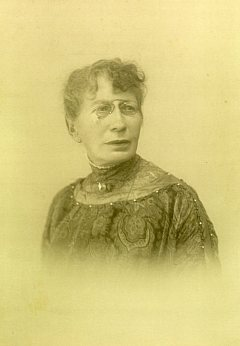
Stiena Ruypers-Erens

Anna Maria Christina Stiena Ruypers-Erens (geboren 27. Juni 1857 in Valkenburg; gestorben 31. Juli 1930 ebenda) war eine der ersten niederländischen Stadträtinnen und die erste stellvertretende Bürgermeisterin der Niederlande.

## Leben
Stiena Erens wurde am 27. Juni 1857 geboren. Sie war die Tochter des Landwirts und Gerbers Joannes Gerardus Erens (1818–1903) und Joanna Barbara Schetters (1824–1900). Sie war das dritte von acht Kindern einer wohlhabenden Familie in Valkenburg. Ihre Eltern hatten einen Hof und eine Gerberei. Über ihre frühen Jahre ist nichts bekannt. Sie heiratete am 30. Januar 1902 im Alter von 44 Jahren Mathias Leopoldus Ruypers (1875–1937), der ebenfalls aus einer Bauernfamilie stammte. Einer Familiengeschichte zufolge war sie deutlich wagemutiger als ihr Mann. So war sie es, die bei einem Einbruch mit einer Waffe den Einbrechern nachging, während ihr Mann ihr in einiger Entfernung folgte.
Viele Mitglieder in Stiena Ruypers-Erens Familie, wie auch in der ihres Mannes waren politisch aktiv. Ihr Vater war drei Amtszeiten lang Ratsherr in Valkenburg. Ihr jüngerer Bruder Alphons war zunächst Ratsherr und Beigeordneter und von 1894 bis 1907 Bürgermeister von Valkenburg, und drei Mitglieder der Familie Ruypers waren jahrzehntelang Bürgermeister von Schin op Geul und Urmond. Stienas Ehemann Leopold war ab 1914 Mitglied des Gemeinderats von Valkenburg. 1919 kandidierte die inzwischen 62-jährige Stiena Ruypers-Erens für den Gemeinderat. Selbst hatte sie als Frau bei der Wahl kein Stimmrecht. Sie war dabei die Parteivorsitzende, ihr Mann stand an zweiter Stelle. Bei der Wahl erhielt sie 27 von 321 abgegebenen Stimmen und konnte am 2. September 1919 in den Gemeinderat von Valkenburg einziehen. Zudem wurde sie sofort zur Stadträtin gewählt. Niemand schenkte diesem Ereignis Beachtung, obwohl es sich um ein historisches Ereignis handelte. Willy Hofman-Poot, die an diesem Tag in Oostzaan gewählt wurde, war die andere erste Stadträtin in den Niederlanden. Ruypers-Erens wurde das Ressort für Armuts- und Sozialgesetzgebung übertragen. Als sie am 24. August 1920 zur stellvertretenden Bürgermeisterin ernannt wurde, war sie die erste stellvertretende Bürgermeisterin in den Niederlanden. Hofman-Poot folgte ihr dabei einen Monat später. Während ihrer Amtszeit vertrat Ruypers-Erens für zwei Jahre den erkrankten Bürgermeister.
Es kam während ihrer Amtszeit im Gemeinderat zu zahlreichen, oft persönlichen Auseinandersetzungen. Diese waren bedingt durch die Kontraste zwischen den  Valkenburger Harmonien Kurkapel Falcobergia, in denen die Familie Erens eine herausragende Rolle spielte, und Walram, in dem die Familien Prevoo und Herwarts den Ton angaben. Auch die beiden konkurrierenden Tourismusverbände sorgten dabei für Unfrieden. Ein weiterer jahrelanger Streitpunkt war die Nutzung der städtischen Höhle auf dem Cauberg. Im Jahr 1921 sorgte ein Vorfall in dieser Höhle als Treffpunkt der Avantgarde-Jugend, für großes Aufsehen. Ruypers-Erens beschuldigte ein Ratsmitglied, die Nacht dort mit Frauen verbracht zu haben. Sein Ratskollege Sjang Herwarts hielt diese Vorwürfe für unakzeptabel und drohte, sie aus der Höhle zu werfen, sollte sie noch einmal auftauchen. Ruypers-Erens forderte den Stadtrat auf, diese „schamlose Behandlung“ zu beurteilen, doch der Rat und auch Bürgermeister Hens wandten sich gegen sie. Anschließend stellte Stadtrat Mathieu Prevoo einen Misstrauensantrag, der mit nur einer Gegenstimme angenommen wurde. Aber Ruypers-Erens ignorierte den Antrag und verließ lachend den Ratssaal.
Als die Kommunalwahlen 1923 näher rückten, nahmen die politischen Spannungen in Valkenburg erneut zu. Im Rat stimmte Ruypers-Erens mehrmals gegen Vorschläge des Gemeindevorstands. Bei den Wahlen von 1923 erhielt die Liste von Ruypers-Erens, die sich inzwischen der Römisch-Katholischen Wahlvereinigung angeschlossen hatte, 316 der 703 abgegebenen Stimmen. Inzwischen hatten auch Frauen das aktive Wahlrecht. Sie selbst erhielt 167 Stimmen. Die Liste von Herwarts erhielt jedoch mehr Stimmen und so endete vorläufig die Amtszeit von Ruypers-Erens. Sie blieb weiterhin Stadträtin. Vier Jahre später trat sie als unabhängige Kandidatin für „unsere schöne Stadt“ bei den Wahlen an. Sie gewann 18 Prozent der Stimmen und wurde erneut Beigeordnete und stellvertretende Bürgermeisterin.
Am 31. Juli 1930, in der Mitte ihrer zweiten Amtszeit als Stadträtin, starb Ruypers-Erens im Alter von 73 Jahren. Der Oude Nobele Schutterij van Valkenburg, dessen erstes weibliches Mitglied sie war, erwies ihr während der Trauerfeier die Ehre mit Salutschüssen „Sie war eine Frau mit männlichem Charakter, die nicht zögerte, eine Aufgabe im öffentlichen Leben zu erfüllen“, heißt es auf ihrer Gebetskarte.
Das Emanzipationskomitee der Gemeinde erinnerte im Jahr 1998 an sie als eine Frau, auf die Valkenburg stolz sein könne und stiftete den Stiena-Ruypers-Ring: einen Preis, der alle zwei Jahre an einen Mann oder eine Frau in Valkenburg verliehen wird, die sich für die Gleichberechtigung der Menschen einsetzen. Auch der Stiena Ruypers Park in Valkenburg erinnert an diese kämpferische und eigensinnige Politikerin.